# Michelle Tau
Michelle Tau (1 de abril de 1997) es una deportista lesotense que compite en taekwondo.
Ganó dos medallas en los Juegos Panafricanos, plata en 2019 y bronce en 2023, y dos medallas de bronce en el Campeonato Africano de Taekwondo, en los años 2021 y 2023.

## Palmarés internacional
| Juegos Panafricanos | Juegos Panafricanos      | Juegos Panafricanos | Juegos Panafricanos |
| Año                 | Lugar                    | Medalla             | Categoría           |
| ------------------- | ------------------------ | ------------------- | ------------------- |
| 2019                | Rabat (Marruecos)        | Medalla de plata    | –46 kg              |
| 2023                | Acra (Ghana)             | Medalla de bronce   | –46 kg              |
| Campeonato Africano |                          |                     |                     |
| Año                 | Lugar                    | Medalla             | Categoría           |
| 2021                | Dakar (Senegal)          | Medalla de bronce   | –46 kg              |
| 2023                | Abiyán (Costa de Marfil) | Medalla de bronce   | –46 kg              |